# Duzhenwan (köpinghuvudort i Kina, Hubei Sheng, lat 30,41, long 110,96)
Duzhenwan (kinesiska: 都镇湾, 都镇湾镇) är en köpinghuvudort i Kina. Den ligger i provinsen Hubei, i den centrala delen av landet, omkring 320 kilometer väster om provinshuvudstaden Wuhan. Antalet invånare är 49 755. Befolkningen består av 23 666 kvinnor och 26 089 män. Barn under 15 år utgör 10,0 %, vuxna 15-64 år 77 %, och äldre över 65 år 12,0 %.
Runt Duzhenwan är det ganska tätbefolkat, med 111 invånare per kvadratkilometer. Duzhenwan är det största samhället i trakten. I omgivningarna runt Duzhenwan växer i huvudsak blandskog.
Genomsnittlig årsnederbörd är 1 411 millimeter. Den regnigaste månaden är maj, med i genomsnitt 211 mm nederbörd, och den torraste är december, med 16 mm nederbörd.